# Maya Berović
Maya Berović, nata Maja (in serbo Маја Беровић?; Ilijaš, 8 luglio 1987), è una cantante bosniaca con cittadinanza serba.

## Biografia
Cresciuta nel villaggio di Malešići fino alla fine della guerra in Bosnia ed Erzegovina, Berović ha esordito nell'industria discografica nel 2007 con l'album in studio dal titolo Život uživo. Sono seguiti diversi dischi, tra cui Intime (2020), entrato nella Ö3 Austria Top 40 e nella Schweizer Hitparade. In precedenza l'artista ha intrapreso una tournée musicale, che ha previsto tappe anche negli Stati Uniti d'America.
Nel febbraio 2024 ha conseguito la sua prima top ten nella Croatia Songs dopo che Ne racunaj na mene, in collaborazione con Ceca, ha scalato la classifica di Billboard fino alla 6ª posizione.

## Discografia

### Album in studio
- 2007 – Život uživo
- 2008 – Crno zlato
- 2011 – Maya
- 2012 – Djevojka sa juga
- 2014 – Opasne vode
- 2017 – Viktorijina tajna
- 2018 – 7
- 2020 – Intime
- 2023 – Milion
- 2025 – X

### Album dal vivo
- 2021 – Koncert (Live at Štark Arena 2018)
- 2025 – New Year Show: Live

### EP
- 2024 – X

### Raccolte
- 2017 – The Best of Collection (17 vanvremenskih hitova)
- 2025 – Zlatna kolecjija

### Singoli
- 2017 – Legalna (con Leon)
- 2019 – Problem (con Aca Lukas)
- 2019 – Zmaj/Uloga
- 2021 – Rampampam (con Caneras)
- 2021 – Pauza
- 2021 – Izvini tata
- 2022 – Ale ale
- 2023 – Do kostiju
- 2024 – Ne racunaj na mene (con Ceca)
- 2025 – Lagao je grade

## Tournée
- 2018 – Viktorijina tajna tour
- 2018/19 – Pravo vreme tour